# Plioceno
| Sistema/Período | Série/Época | Andar/Estágio | Idade (Ma)   |
| --- | ----------- | ------------- | ------------ |
| Quaternário | Pleistoceno | Gelasiano     | mais recente |
| Neogeno | Plioceno    | Placenciano   | 2.58–3.600   |
| Neogeno | Plioceno    | Zancliano     | 3.600–5.333  |
| Neogeno | Mioceno     | Messiniano    | 5.333–7.246  |
| Neogeno | Mioceno     | Tortoniano    | 7.246–11.63  |
| Neogeno | Mioceno     | Serravaliano  | 11.63–13.82  |
| Neogeno | Mioceno     | Languiano     | 13.82–15.97  |
| Neogeno | Mioceno     | Burdigaliano  | 15.97–20.44  |
| Neogeno | Mioceno     | Aquitaniano   | 20.44–23.03  |
| Paleogeno | Oligoceno   | Catiano       | mais antigo  |
| Subdivisão do Neogeno de acordo com a Tabela Cronoestratigráfica Internacional versão 2015/1 da Comissão Internacional sobre Estratigrafia. |             |               |              |

Plioceno ou pliocénico é a última época do antigo período Terciário (atual Neogeno) da era Cenozoica. Está compreendido entre há cerca de 5,33 e 2,58 milhões de anos. Divide-se nas idades Zancleana, Piacenziana e Gelasiana, da mais antiga para a mais recente. O primeiro a nomear esta época foi Charles Lyell, que usou as palavras gregas pleion ("mais") e xaeno ("novo") para se referir aos fósseis de animais essencialmente modernos desta época.

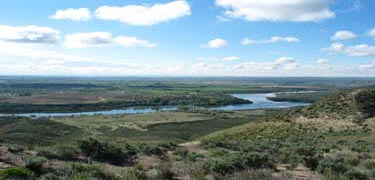
Hagerman Fossil Beds National Monument, um dos sítios fossilíferos do Plioceno.

## Acontecimentos
Os continentes se localizavam a no máximo 70 km das posições atuais. Com a formação do Istmo do Panamá, há 3 milhões de anos, tem início o chamado Grande Intercâmbio Americano, assim como o cessamento da troca de correntes entre os oceanos Atlântico e Pacífico, o que resultou em um esfriamento das águas do primeiro, que contribuiu para o aumento das calotas polares, tanto do Ártico como da Antártida, e diminuiu o nível dos oceanos. Alguns especialistas acreditam que esta também foi a causa do início das glaciações (Idades do Gelo) do Pleistoceno, que marcam o fim do Plioceno e o início desta nova época. No Velho Mundo, a aproximação da África e Eurásia cria o mar Mediterrâneo.
O clima mais seco e frio, as florestas tropicais continuaram a diminuir, dando espaço para pastagens e savanas nas zonas tropicais (até mesmo a atual região da Amazônia estava coberta por uma savana nesta época), além do surgimento das estepes e dos primeiros grandes desertos.
De certa forma, o Plioceno pode ser considerado a uma fase de transição entre o Mioceno mais quente e o Pleistoceno com suas glaciações.

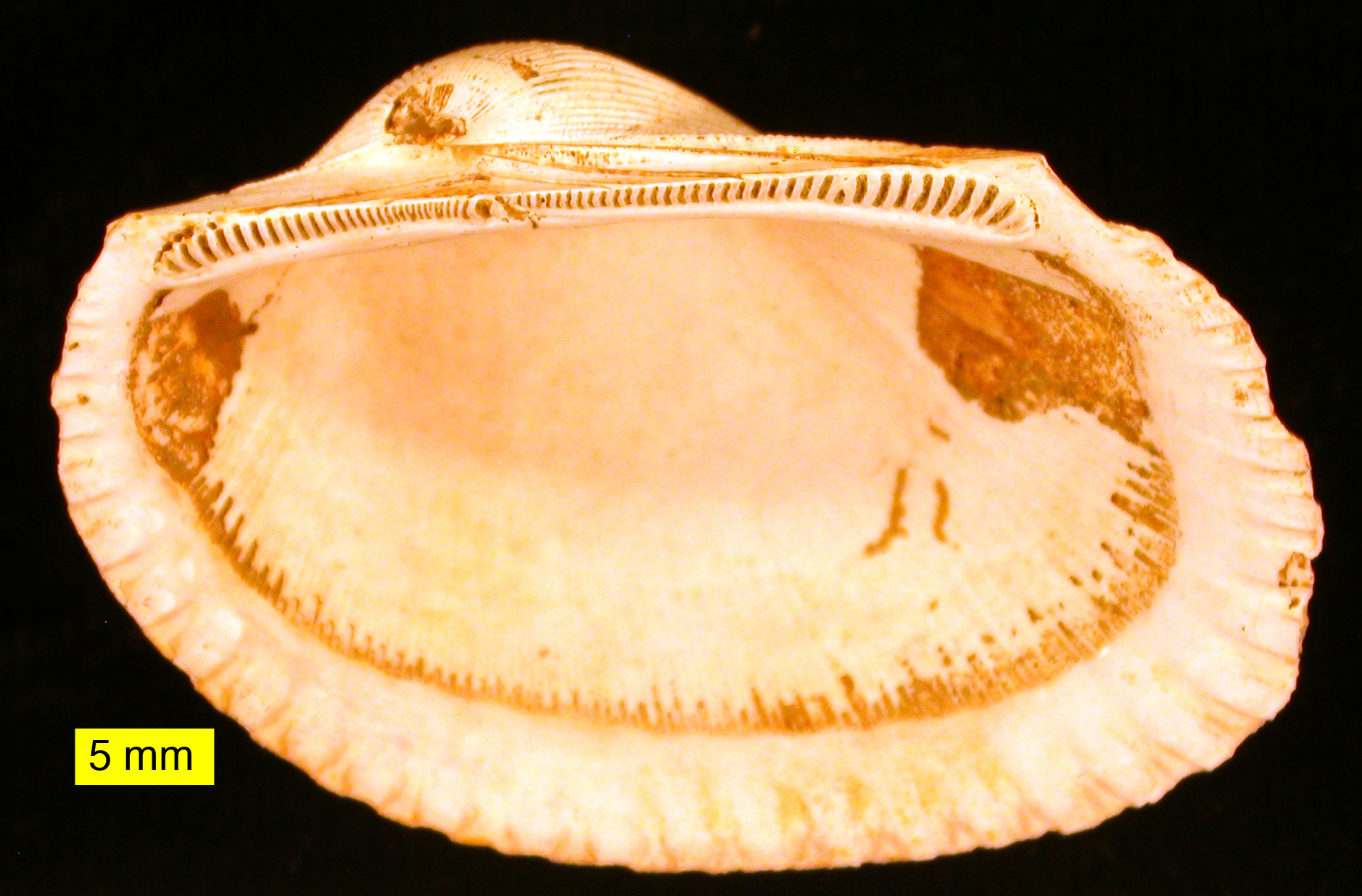
Fóssil de Anadara, molusco bivalve do Plioceno.

## Fauna
A fauna pliocênica já era semelhante à atual, com a proliferação de muitos gêneros e famílias que sobreviveram até a atualidade e dos ancestrais diretos da fauna atual. Possivelmente o maior destaque desta época seja o desenvolvimento dos hominídeos, os ancestrais dos seres humanos, no leste da África.
Nas Américas, merece destaque o Grande Intercâmbio Americano, onde diversas espécies migraram de um continente para outro, causando consideráveis mudanças nas biotas. Embora tenha existido uma considerável superioridade da fauna do norte adentrando o continente do sul, houve alguns casos de animais sulistas que conseguiram atingir e se adaptar as condições da América do Norte (como tatus, Gambá, preguiças-gigantes e até algumas das aves do terror).

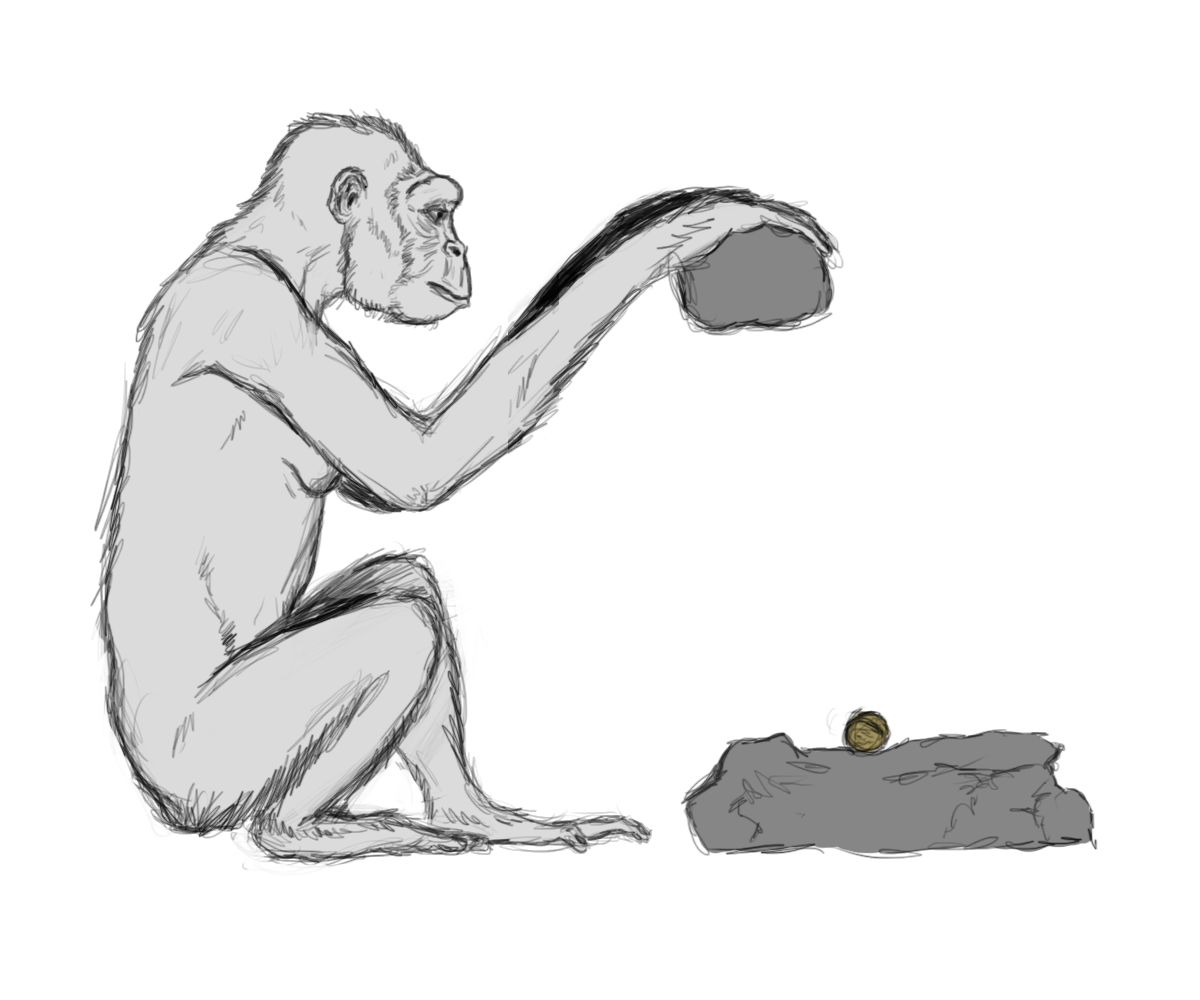
Ardipithecus ramidus um primata da família dos hominídeos Altura: 1,24 m
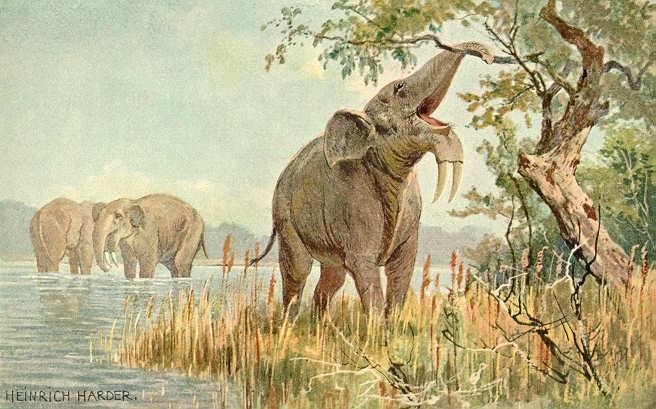
Deinotehrium bozasi um proboscídeo Altura: 4 m
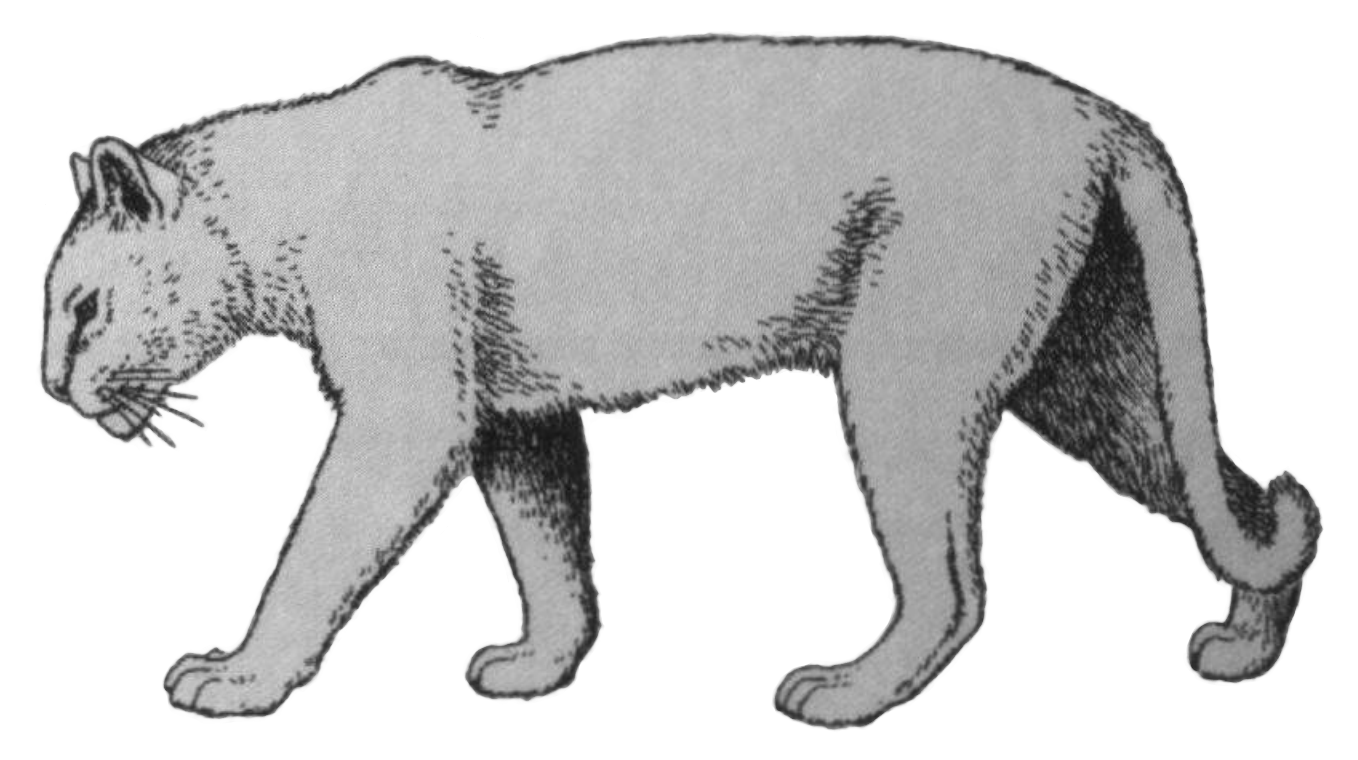
Panthera gombaszoegensis um carnívoro Comprimento: 2 m
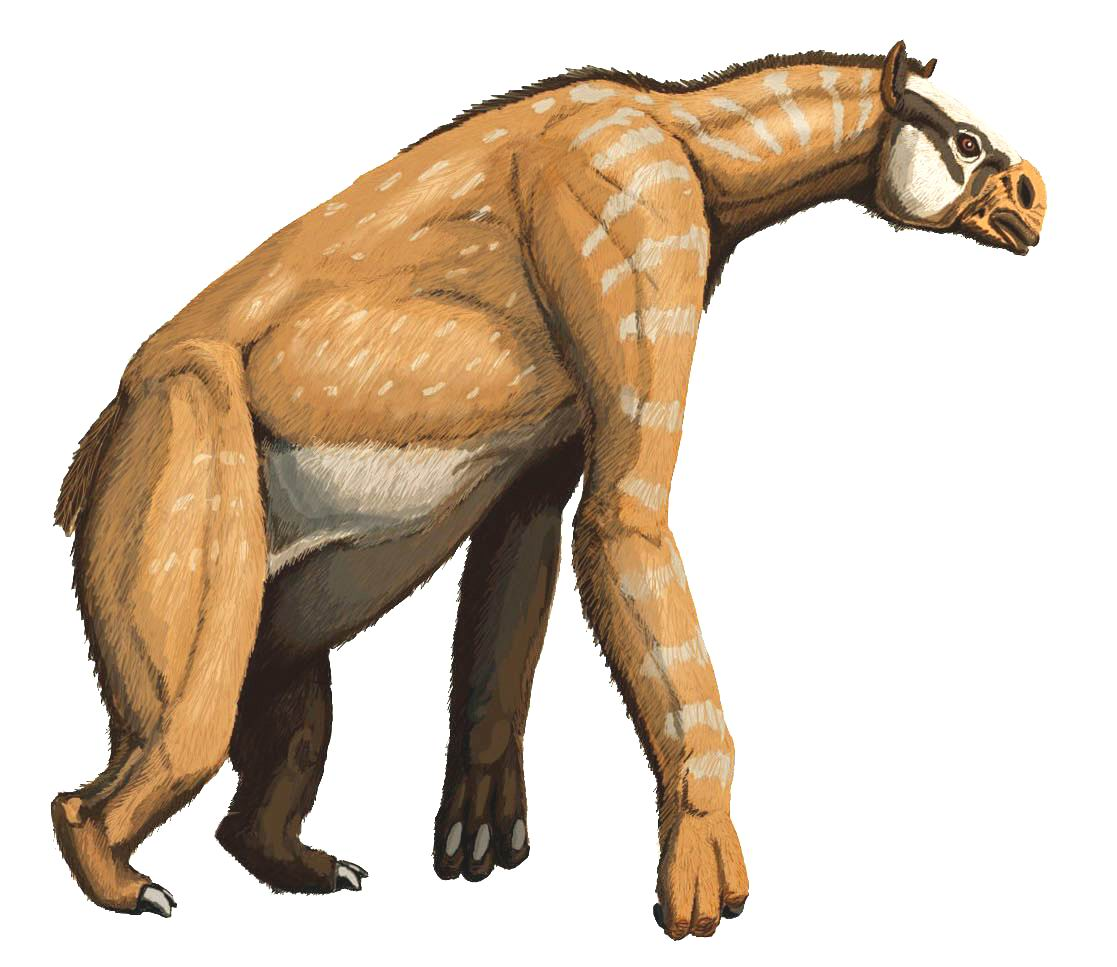
Ancylotherium um perissodáctilo da família extinta Chalicotheriidae Altura 2 m
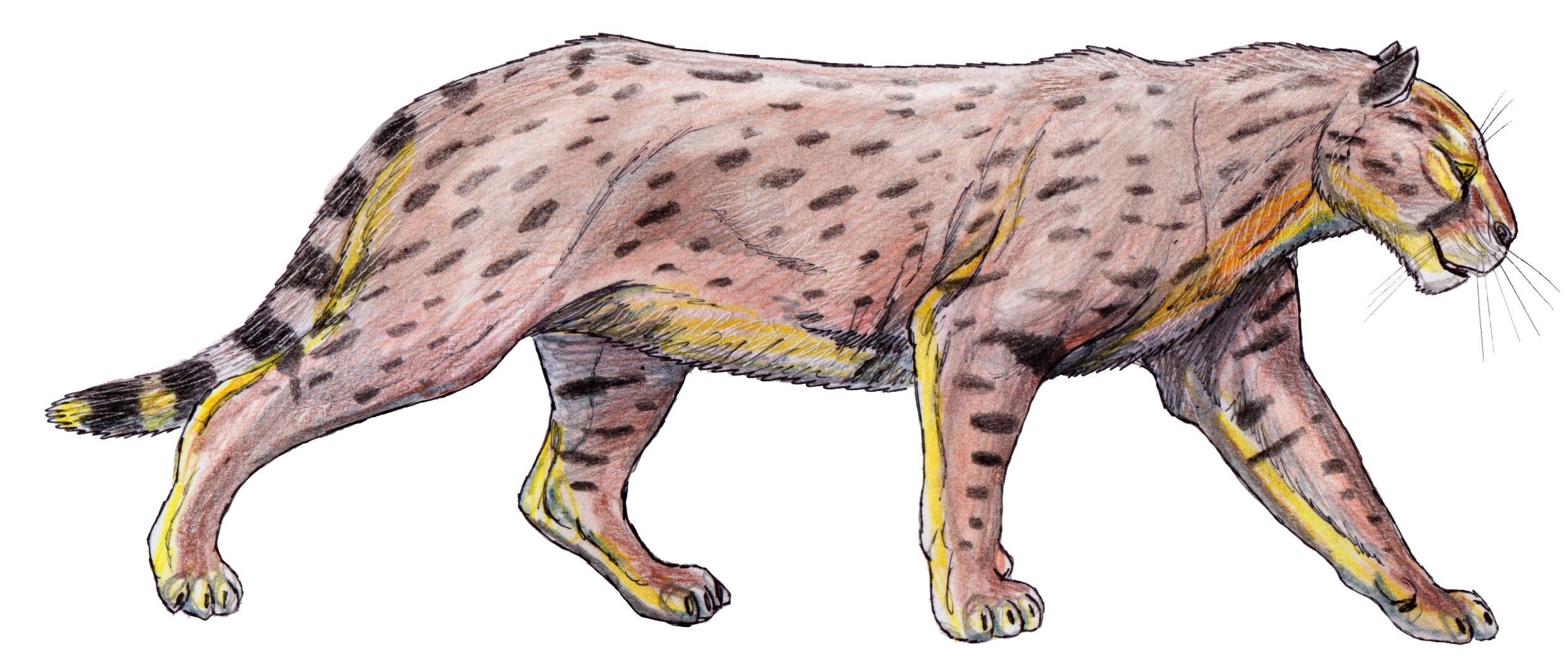
Dinofelis barlowi Um carnívoro Comprimento: 1,2 m
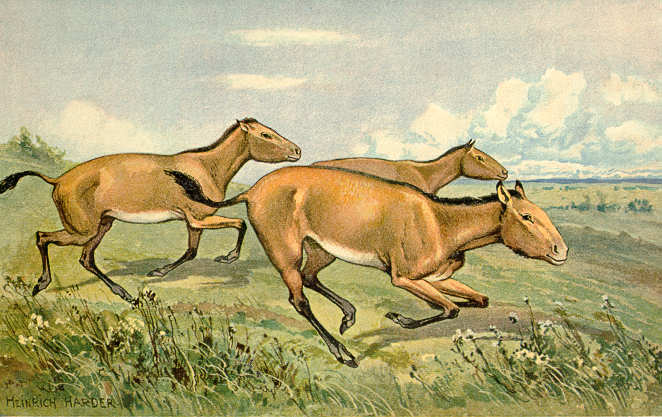
Hipparion, um perissodáctilo Altura: 1,4 m
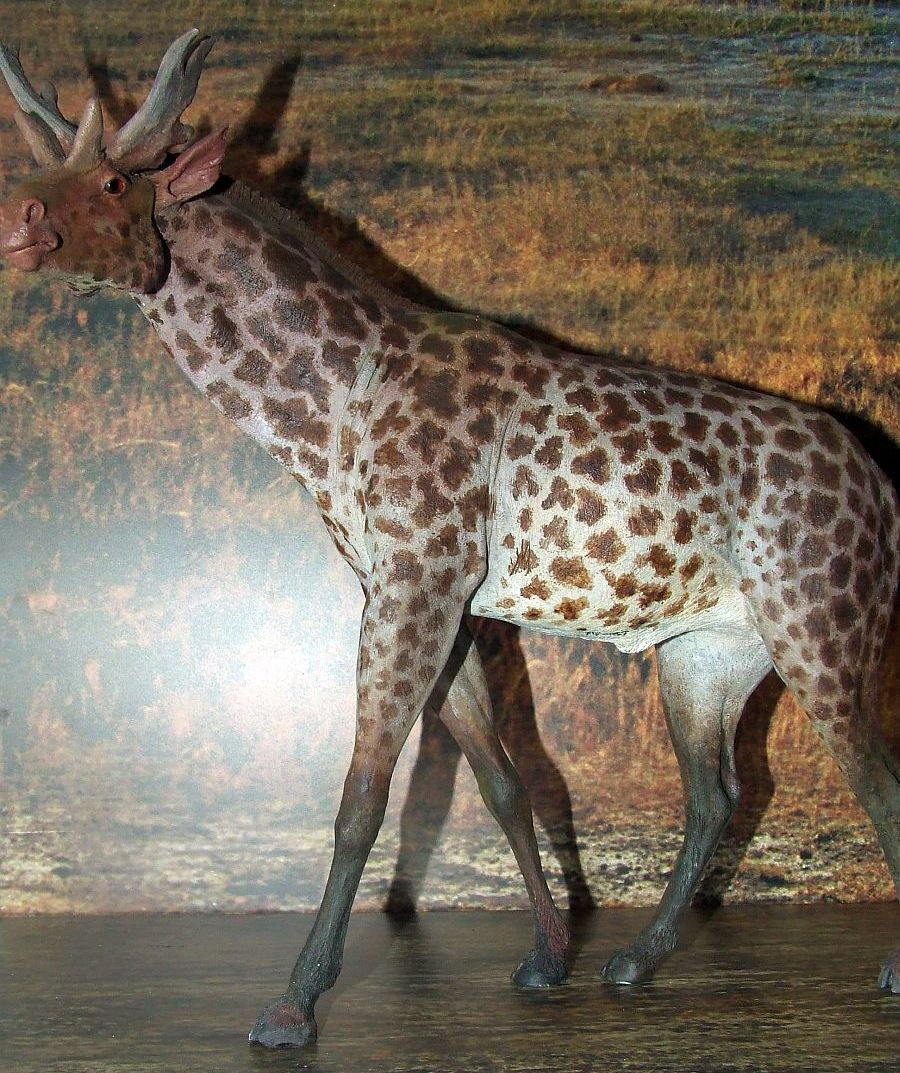
Sivatherium um artiodáctilo Altura: 2,2 m
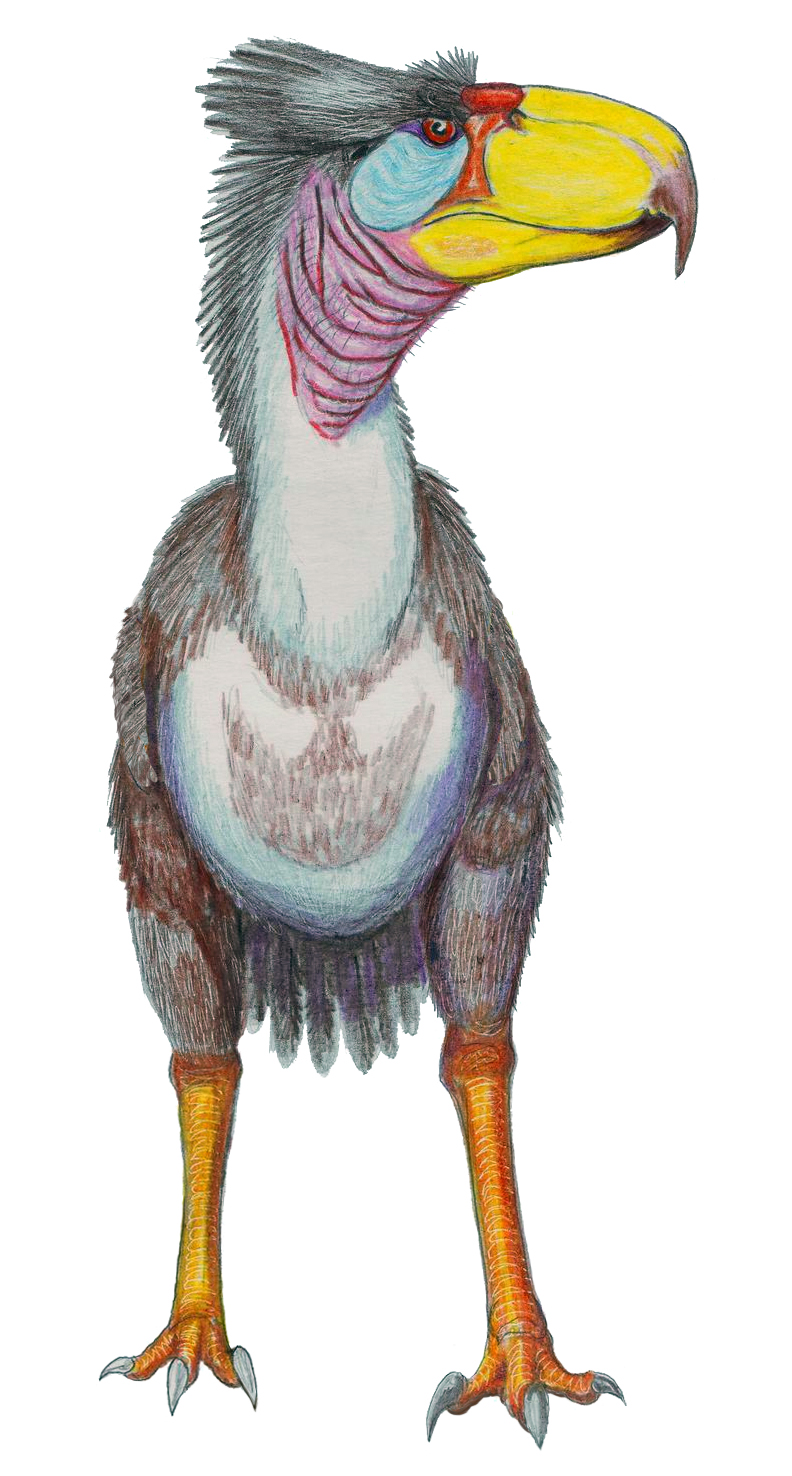
Titanis walleri uma ave da família Phorusrhacidae Altura: 2 m
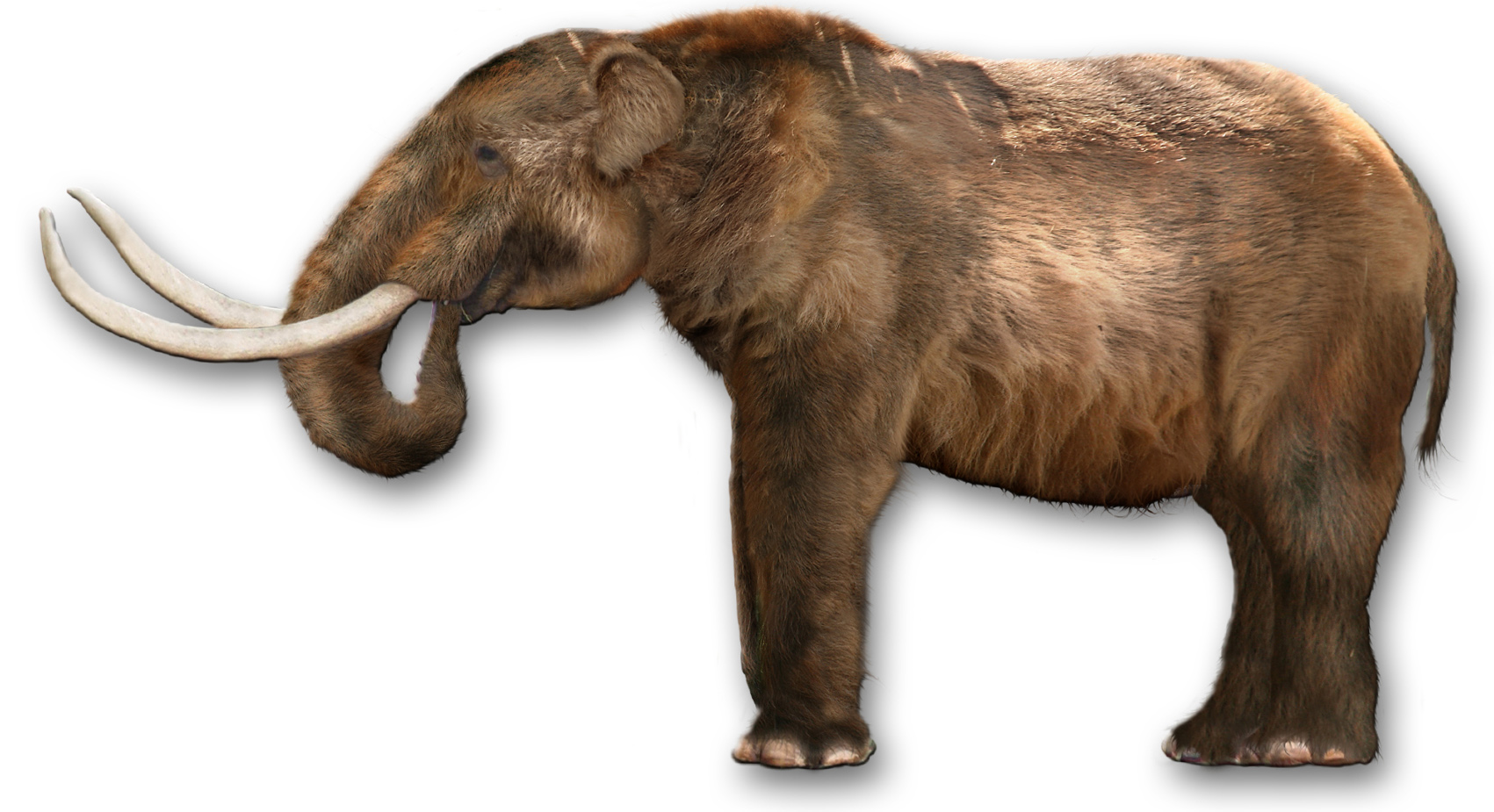
Mastodonte (Mammut sp.) Um proboscídeo Altura: 3 m